# Muntanya de Can Mata del Racó
La Muntanya de Can Mata del Racó és una serra situada al municipi de Subirats a la comarca de l'Alt Penedès, amb una elevació màxima de 421 metres.